# Pulau Bonerate
Pulau Bonerate är en ö i Indonesien.   Den ligger i provinsen Sulawesi Selatan, i den centrala delen av landet, 1 600 km öster om huvudstaden Jakarta. Arean är 64 kvadratkilometer.
Terrängen på Pulau Bonerate är platt. Öns högsta punkt är 133 meter över havet. Den sträcker sig 10,6 kilometer i nord-sydlig riktning, och 11,9 kilometer i öst-västlig riktning.